# مطار فا الدولي
مطار فا الدولي هو المطار الرئيسي في مدينة بابيتي عاصمة بولينيزيا الفرنسية والتي هي تجمع ما وراء البحار التابع لفرنسا والواقع في المحيط الهادئ.
يقع المطار في جزيرة تاهيتي ويبعد 5 كم غرب وسط مدينة بابيتي.

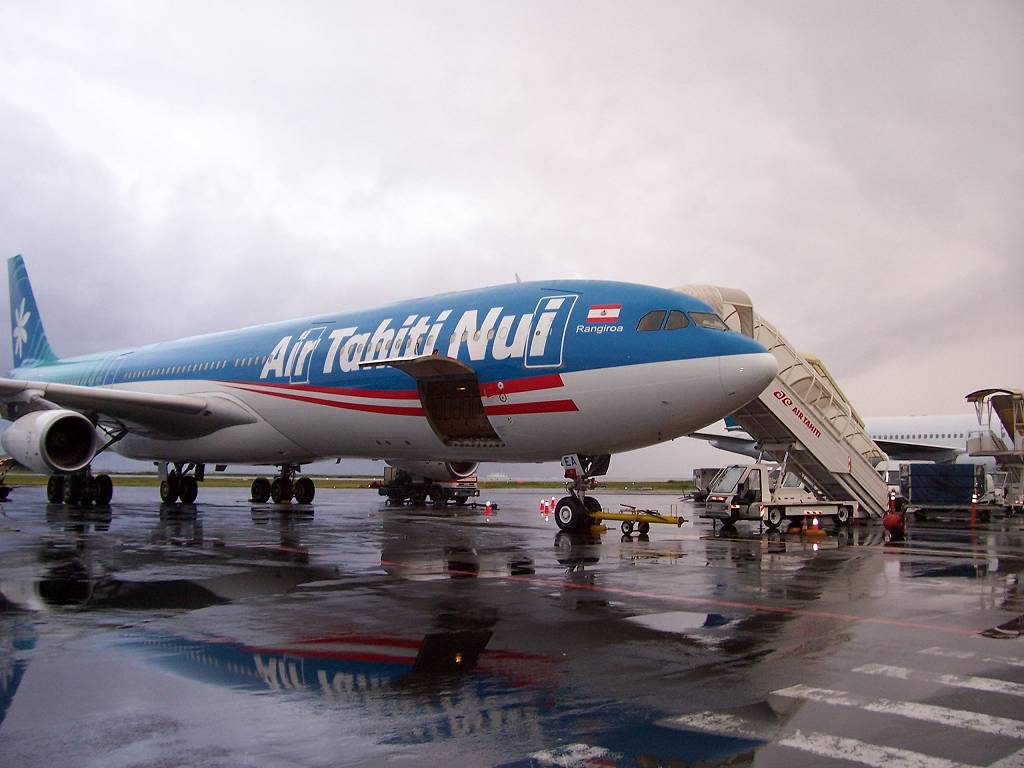
طائرة إيرباص A340 تابعة للطيران التاهيتي

## شركات الطيران والوجهات
| شركـات طيـران           | الوجهات |
| ----------------------- | --- |
| الخطوط الجوية الفرنسية  | مطار لوس أنجلوس الدولي، مطار باريس شارل ديغول |
| Air Moana               | Atuona، Bora Bora، Nuku Hiva ‏، Raiatea، Rangiroa |
| طيران نيوزيلندا         | مطار أوكلاند الدولي |
| Air Rarotonga           | مطار راروتونجا الدولي |
| الخطوط الجوية التاهيتية | Ahe، Arutua، Atuona، Bora Bora، Fakahina، Fakarava، Fangatau، Hao، Hikueru، Huahine–Fare، Kauehi، Makemo، Manihi، Mataiva، Maupiti، Moorea، Napuka، Nuku Hiva ‏، Puka-Puka، Raiatea، Raivavae، Rangiroa، Raroia، مطار راروتونجا الدولي، Reao، Rimatara، Rurutu، Takaroa، Tatakoto، Tikehau، Totegegie، Tubuai–Mataura، Tureira |
| Air Tahiti Nui          | مطار أوكلاند الدولي، مطار لوس أنجلوس الدولي، مطار باريس شارل ديغول، مطار سياتل تاكوما الدولي، مطار ناريتا الدولي (resumes 30 October 2023) |
| إيركالين                | مطار لا تونتوتا الدولي |
| خطوط دلتا الجوية        | Seasonal: مطار لوس أنجلوس الدولي |
| French Bee              | مطار باريس أورلي، مطار سان فرانسيسكو الدولي |
| خطوط هاواي الجوية       | مطار هونولولو الدولي |
| الخطوط الجوية المتحدة   | مطار سان فرانسيسكو الدولي |

## وصلات خارجية
- [(http://www.tahiti-aeroport.pf/ Aéroport International Tahiti Faa'a (الموقع الرسمي)]
- مطار فا في تاهيتي (اتحاد المطارات الفرنسي)